# Seisenegg
Seisenegg ist eine Ortschaft und eine Katastralgemeinde der Gemeinde Viehdorf im Bezirk Amstetten in Niederösterreich.

## Geschichte
Laut Adressbuch von Österreich waren im Jahr 1938 in Seisenegg ein Fleischer, zwei Gastwirte, zwei Müller, ein Sattler, ein Schmied, ein Tischler, ein Viehhändler, ein Viktualienhändler und einige Landwirte ansässig.

## Siedlungsentwicklung
Zum Jahreswechsel 1979/1980 befanden sich am Gebiet von Seisenegg 112 Bauflächen auf insgesamt 50872 m² und 103 Gärten auf 285932 m², 1989/1990 waren es 110 Bauflächen. 1999/2000 war die Zahl der Bauflächen auf 138 angewachsen. 2009/2010 waren es 154 Gebäude auf 276 Bauflächen.

## Landwirtschaft
Die Katastralgemeinde ist landwirtschaftlich geprägt. 408 Hektar wurden zum Jahreswechsel 1979/1980 landwirtschaftlich genutzt und 103 Hektar waren forstwirtschaftlich geführte Waldflächen. 1999/2000 wurde auf 424 Hektar Landwirtschaft betrieben und 112 Hektar waren als forstwirtschaftlich genutzte Flächen ausgewiesen. Ende 2018 waren 401 Hektar als landwirtschaftliche Flächen genutzt und Forstwirtschaft wurde auf 115 Hektar betrieben. Die durchschnittliche Bodenklimazahl von Seisenegg beträgt 45,4 (Stand 2010).

## Sehenswürdigkeiten
Schloss Seisenegg, das von 1303 bis 1483 den Herren von Walsee gehört hatte, wurde durch die verkehrstechnisch relativ günstige Lage und die Wichtigkeit der Besitzer eine lokale Größe und war bis 1848 Sitz eines Landgerichtes. Heute beherbergt es ein Kulturzentrum und ein Standesamt.

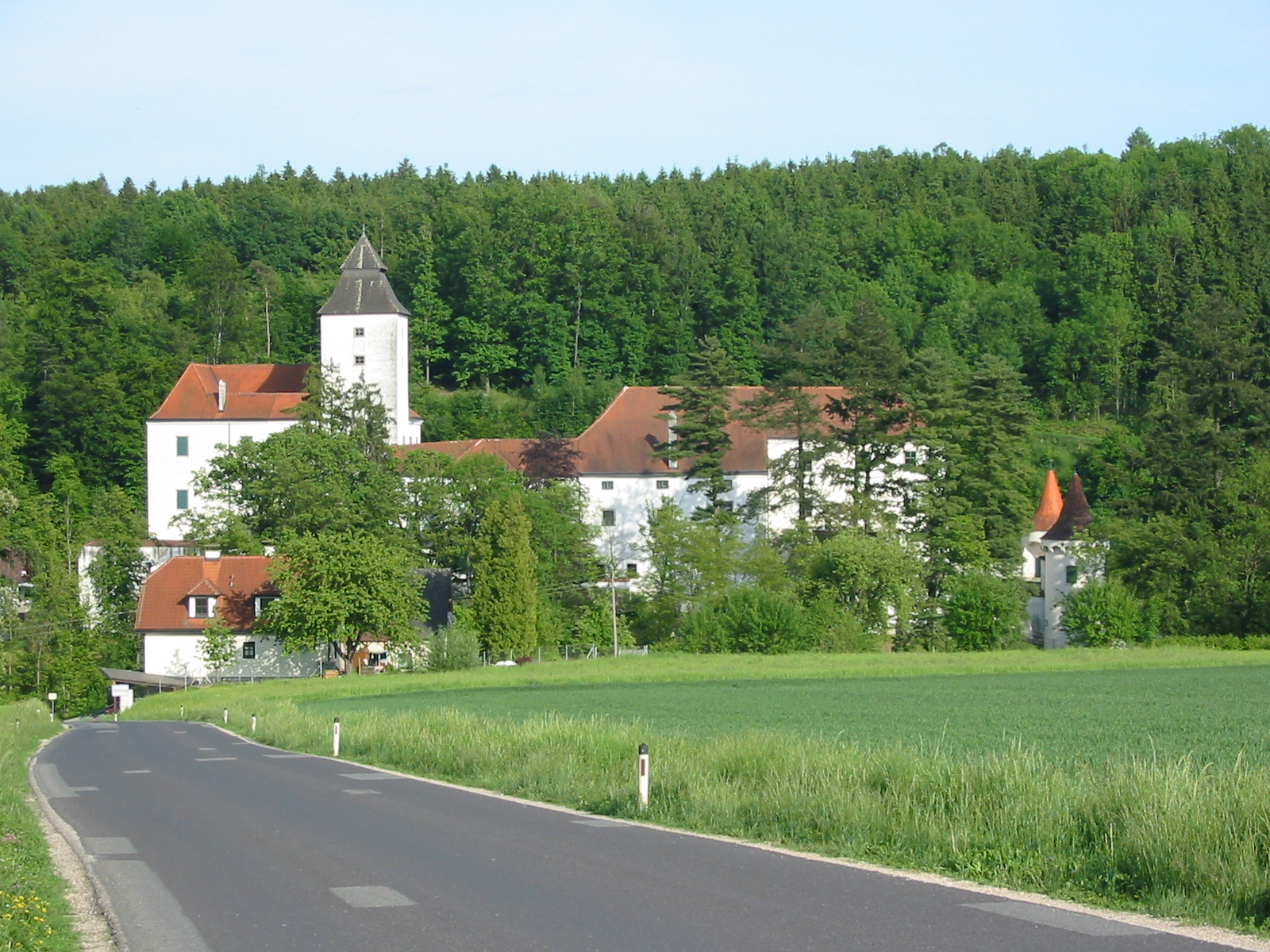
Schloss Seisenegg - Westseite